# Carlos Adames
Carlos Adames (ur. 7 maja 1993) − dominikański bokser kategorii lekkopółśredniej.

## Kariera amatorska
W październiku 2013 był uczestnikiem mistrzostw świata w Ałmaty. Wygrał tam dwie z trzech walk, odpadając ostatecznie w 1/8 finału. W listopadzie 2013 roku zdobył złoty medal na igrzyskach boliwaryjskich w Chiclayo. Rywalizację na tych igrzyskach rozpoczął od ćwierćfinału, w którym pokonał reprezentanta Boliwii José Rocę, wygrywając wyraźnie na punkty. W półfinale pokonał Wenezuelczyka Yoelvisa Hernández, awansując do finału igrzysk w kategorii lekkopółśredniej. W finale pokonał na punkty Ekwadorczyka Jonathana Valarezo. W październiku 2014 roku zwyciężył w turnieju o puchar Pacyfiku w kategorii lekkopółśredniej. W pokonał Portorykańczyka Jeana Rivierę.
Od sezonu 2013/2014 reprezentuje drużynę USA Knockouts w rozgrywkach World Series of Boxing.